# Capacidade Total de Ligação do Ferro

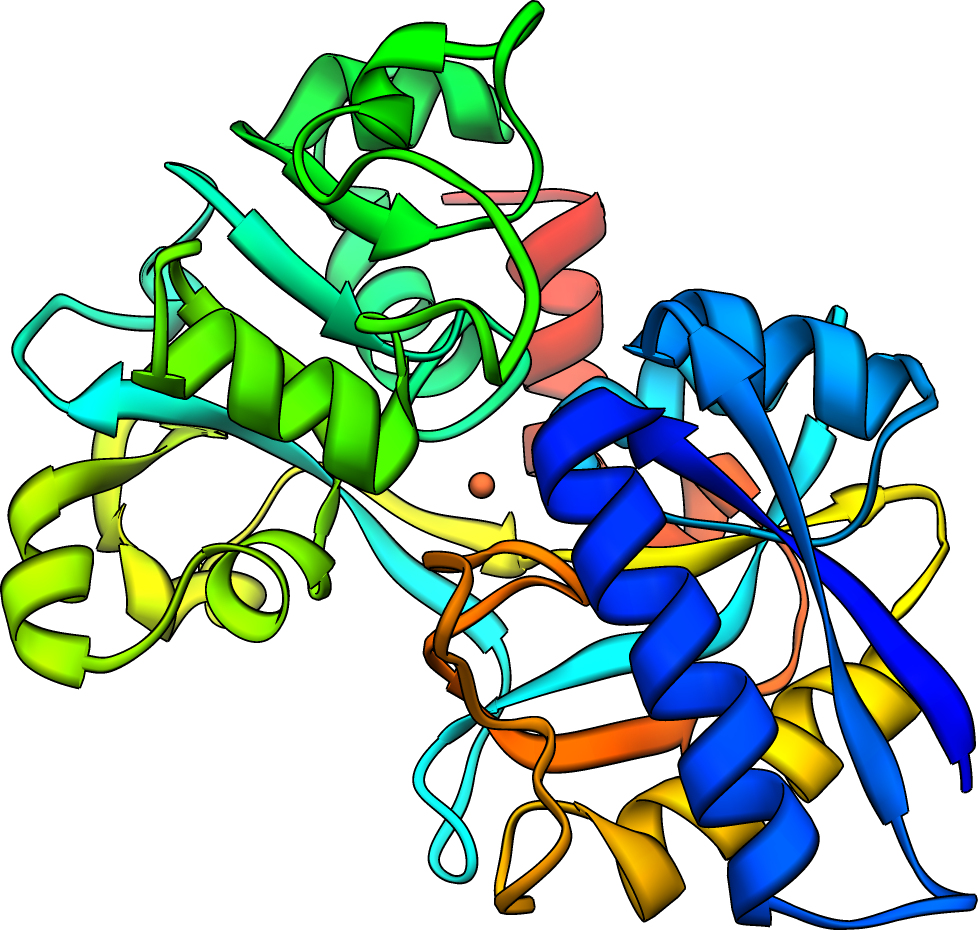
A molécula de transferrina se liga ao ferro livre e o transporta para o sangue

A capacidade total de ligação do ferro (TIBC, total iron-binding capacity) ou, por vezes, a capacidade de ligação do ferro da transferrina é um exame de laboratório médico que mede a capacidade sérica de ligação do ferro à transferrina. Ele é realizado coletando o sangue e medindo a quantidade máxima de ferro que ele pode transportar, o que indiretamente mede a transferrina, já que a transferrina é o carreador mais dinâmico. A TIBC é menos dispendiosa do que a medição direta da transferrina.

## Interpretação
Realizado em conjunto com o ferro sérico e o índice de saturação da transferrina, os clínicos geralmente realizam esse exame quando estão preocupados com anemia, deficiência de ferro ou anemia ferropriva. No entanto, como o fígado produz transferrina, alterações em sua função (como cirrose, hepatite ou insuficiência hepática) devem ser consideradas ao realizar este teste. Também pode ser um teste indireto da função hepática, mas raramente é usado para essa finalidade.
O índice de saturação da transferrina (isto é, o resultado da fórmula de ferro sérico/TIBC x 100) também pode ser um indicador útil.
| Condição                                                               | Ferro sérico (altamente variável)                                                            | Transferrina e TIBC | Índice de saturação da transferrina                                         |
| ---------------------------------------------------------------------- | -------------------------------------------------------------------------------------------- | --- | --------------------------------------------------------------------------- |
| Anemia ferropriva                                                      | Baixo.                                                                                       | Alto. O fígado produz mais transferrina, presumivelmente tentando maximizar o uso do pouco ferro que está disponível. | Baixo, pois não há ferro suficiente.                                        |
| Anemia da doença crônica                                               | Baixo, pois o corpo não mobiliza o ferro intracelular armazenado nas moléculas de ferritina. | Baixo. O corpo produz menos transferrina (porém mais ferritina), presumivelmente para manter o ferro longe de patógenos que o requerem para seu metabolismo. Isto é regulado principalmente pelo aumento da produção de hepcidina. | Normal.                                                                     |
| gravidez ou uso de contracepção hormonal, mas sem deficiência de ferro | Normal.                                                                                      | Alto. O fígado aumenta a produção de transferrina, aumentando assim a TIBC também. | Baixo, pois há excesso de transferrina com níveis séricos normais de ferro. |

Esses exemplos demonstram que, para entender adequadamente um valor para a TIBC, também é necessário conhecer o ferro sérico, o índice de saturação da transferrina e a situação clínica individual. Em exames laboratoriais mais modernos, os níveis séricos de ferritina são geralmente aceitos como indicadores únicos confiáveis da presença de deficiência de ferro.

## Valores de referência
Os laboratórios geralmente usam diferentes unidades de medida e o "normal" pode variar de acordo com a população e as técnicas de laboratório utilizadas. Observe os valores de referência de laboratório individuais para interpretar um teste específico (por exemplo, o seu próprio). Exemplos de valores de referência são:
- Ferro sérico: Homem 65-177 μg/dL (11,6‐31,7 μmol/L); Mulher 50-170 μg/dL (9,0-30,4 μmol/L)
- TIBC: 250–370 μg/dL (45-66 μmol/L)[5]
- Saturação da transferrina: Homem 20–50%; Mulher 15–50%
- Ferritina sérica: Homem 20-250 μg/L; Mulher 15-150 μg/L[5]

μg/dL = microgramas por decilitro; μmol/L = micromoles por litro.